# LTN1
LTN1‏ (Listerin E3 ubiquitin protein ligase 1) هوَ بروتين يُشَفر بواسطة جين LTN1 في الإنسان.